# Arnoia
Arnoia (abans de l'acord ortogràfic del 1990: Arnóia) és una freguesia portuguesa del municipi de Celorico de Basto, amb 18,73 km² d'àrea. En el cens del 2011 tenia 1.702 habitants (densitat de població: 90,9 hab./km²).

## Població
| População da freguesia de Arnóia (1864 – 2011) | População da freguesia de Arnóia (1864 – 2011) | População da freguesia de Arnóia (1864 – 2011) | População da freguesia de Arnóia (1864 – 2011) | População da freguesia de Arnóia (1864 – 2011) | População da freguesia de Arnóia (1864 – 2011) | População da freguesia de Arnóia (1864 – 2011) | População da freguesia de Arnóia (1864 – 2011) | População da freguesia de Arnóia (1864 – 2011) | População da freguesia de Arnóia (1864 – 2011) | População da freguesia de Arnóia (1864 – 2011) | População da freguesia de Arnóia (1864 – 2011) | População da freguesia de Arnóia (1864 – 2011) | População da freguesia de Arnóia (1864 – 2011) | População da freguesia de Arnóia (1864 – 2011) |
| ---------------------------------------------- | ---------------------------------------------- | ---------------------------------------------- | ---------------------------------------------- | ---------------------------------------------- | ---------------------------------------------- | ---------------------------------------------- | ---------------------------------------------- | ---------------------------------------------- | ---------------------------------------------- | ---------------------------------------------- | ---------------------------------------------- | ---------------------------------------------- | ---------------------------------------------- | ---------------------------------------------- |
| 1864                                           | 1878                                           | 1890                                           | 1900                                           | 1911                                           | 1920                                           | 1930                                           | 1940                                           | 1950                                           | 1960                                           | 1970                                           | 1981                                           | 1991                                           | 2001                                           | 2011                                           |
| 1 768                                          | 1 939                                          | 2 145                                          | 1 754                                          | 1 844                                          | 1 815                                          | 1 840                                          | 2 151                                          | 2 157                                          | 2 108                                          | 2 169                                          | 2 055                                          | 1 901                                          | 1 919                                          | 1 702                                          |

## Cronologia
- 29 març del 1520: Celorico de Basto rep carta foral, pel rei Manuel I, i se'n situa la seu del municipi a Arnoia, al llogaret de Castelo
- 21 abril del 1719: canvi de la seu del municipi per Britelo, al llogaret de Freixieiro, conegut com Vila Nova do Freixieiro, hui Celorico de Basto.

## Patrimoni
- Castell d'Arnoia o castell dos Mouros o castell de Moreira
- Pelourinho de Castelo (llogaret de Castelo)
- Convent d'Arnoia, incloent-hi l'església, la creu de terme, la font oratori i els molins.